# تنوع کشت

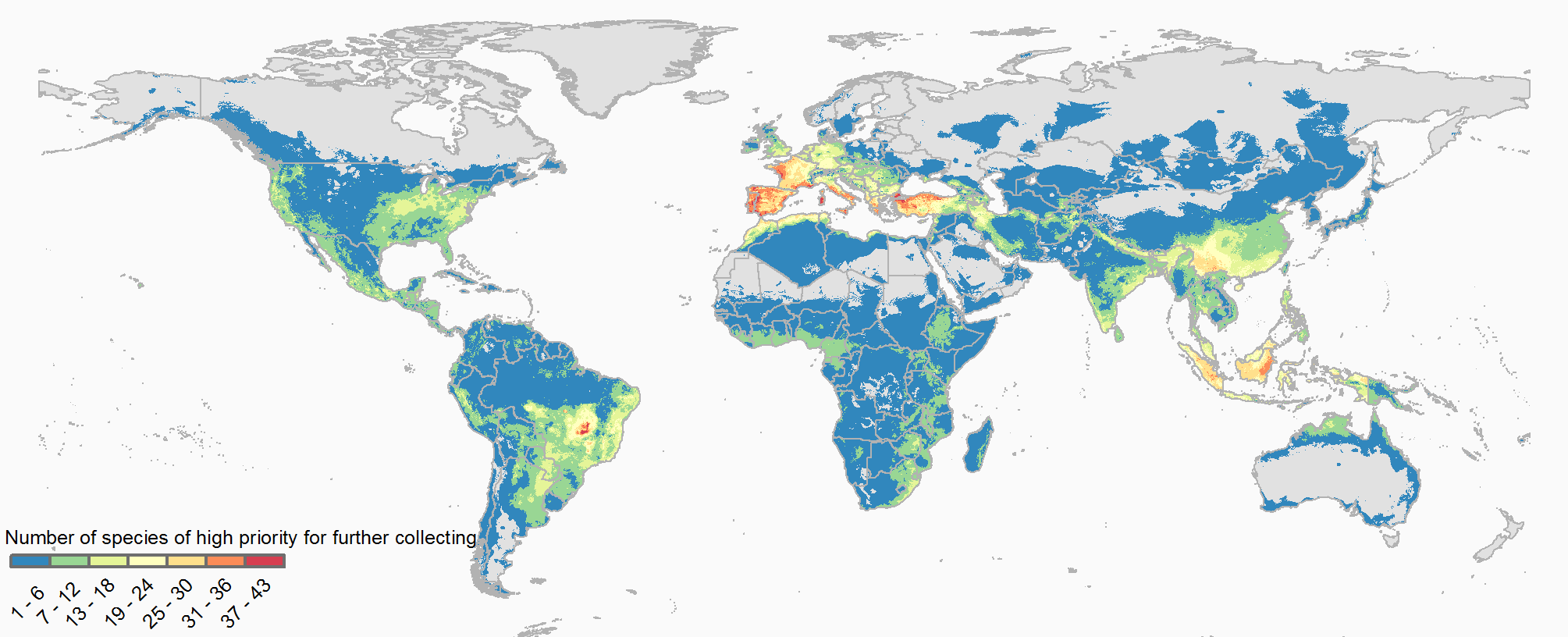
نقاط داغ جغرافیایی توزیع ارقام وحشی محصول در بانک‌های ژن نشان داده نمی‌شود

تنوع کشت (به انگلیسی: Crop diversity) یا تنوع زیستی محصول، تنوع و گوناگونی محصولات، گیاهان مورد استفاده در کشاورزی از جمله ویژگی‌های ژنتیکی و فنوتیپی آنها است. زیرمجموعه و عنصر خاصی از تنوع زیستی کشاورزی است. در طول ۵۰ سال گذشته، کاهش عمده‌ای در دو جزء تنوع محصول وجود داشته‌است؛ تنوع ژنتیکی در هر محصول و تعداد گونه‌هایی که معمولاً رشد می‌کنند.

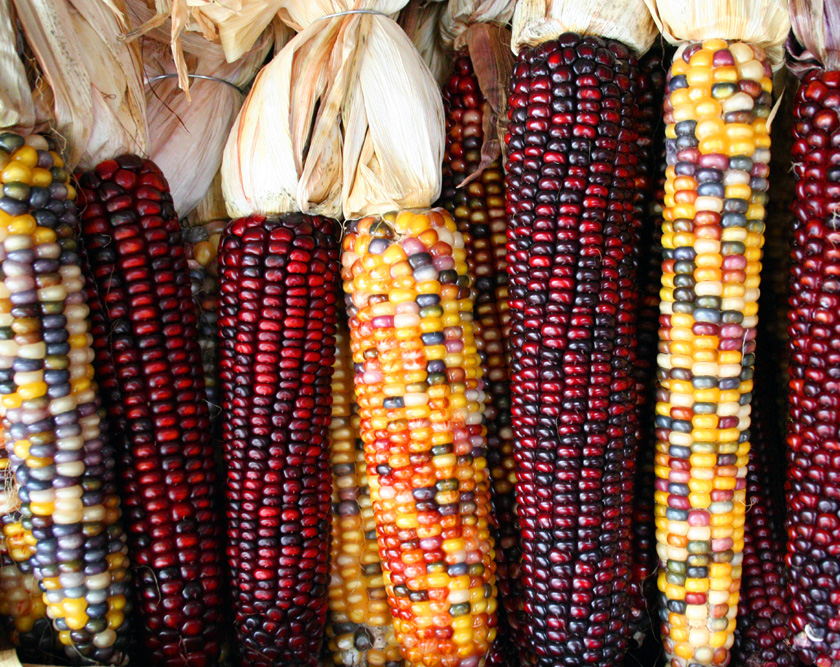
تنوع درون‌محصولی: بلال ذرت با رنگ‌های گوناگون

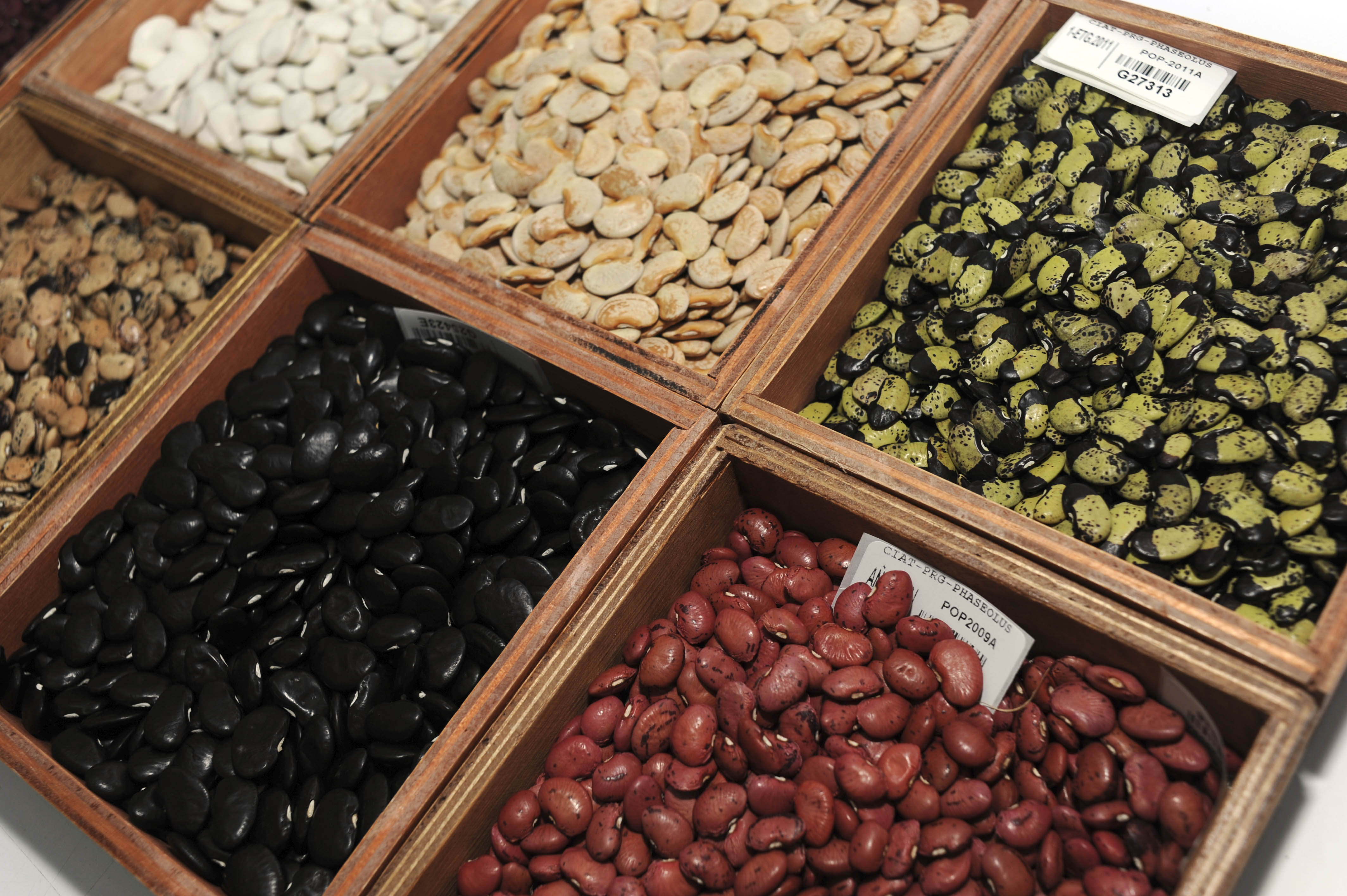
شش رقم لوبیا در یک بانک ژن